# Piraino
Piraino (Pirainu in siciliano) è un comune italiano di 3 745 abitanti della città metropolitana di Messina in Sicilia.
Il paese, costellato di edifici religiosi, conserva ancora la sua struttura tipicamente medievale.

## Geografia fisica
Piraino sorge su un crinale che digrada bruscamente sul mare, tra i promontori di Capo d'Orlando e Capo Calavà.

## Storia

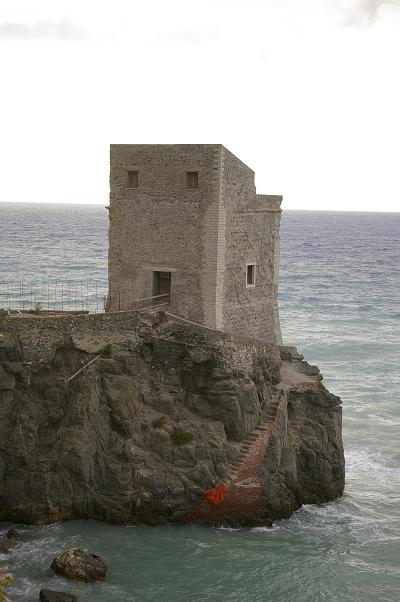
La Torre delle Ciaule (Gliaca di Piraino)

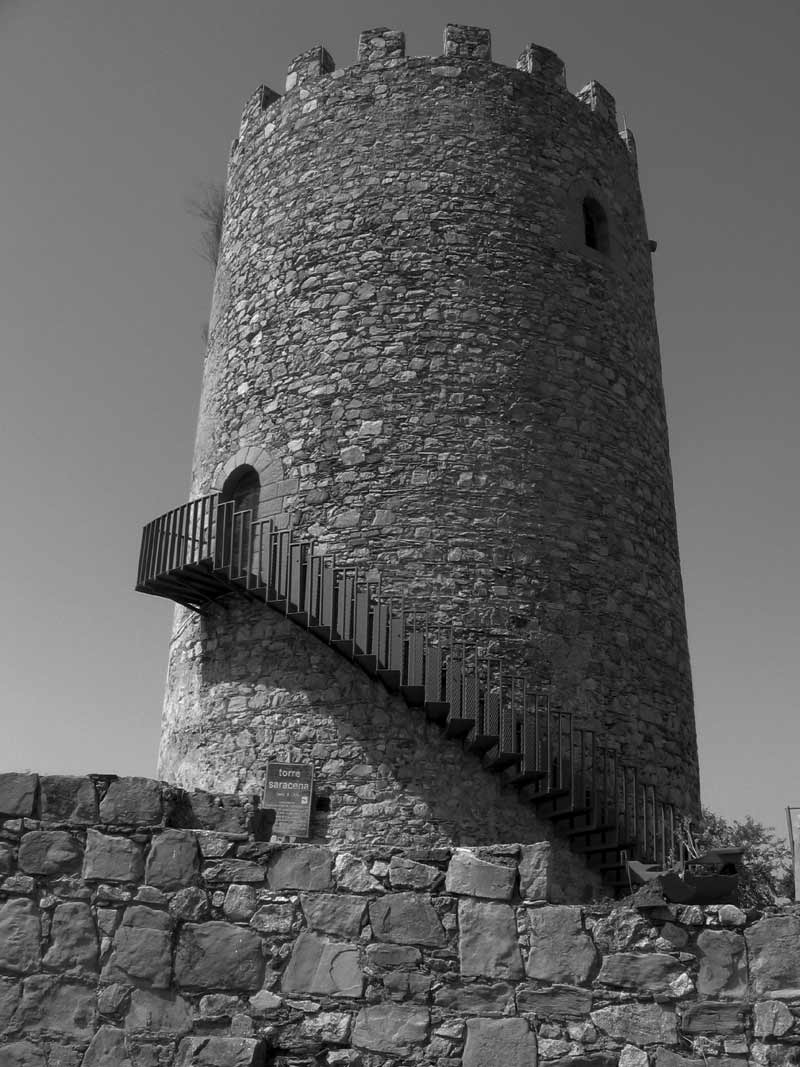
Torre Saracena

Appartenne ad alcune famiglie feudali: ai Lancia (dal sec. XIII al sec. XV), a Vincenzo Denti e all'Averna, il quale fu duca di Piraino dal 1656.
Secondo la tradizione, il nome Piraino deriverebbe dal nome del ciclope che viveva su quella collina, Piracmone, e che, sempre secondo la tradizione, avrebbe costruito il primo nucleo abitato in quella zona, intorno all'827 a.C.
Fin qui la leggenda. Per quanto riguarda invece le fonti storiche, le prime prove sull'esistenza di Piraino sono da collocarsi temporalmente intorno l'epoca della dominazione greca nell'isola (quindi intorno al VI secolo a.C.).
Da qui in poi, Piraino subì la stessa dominazione che toccò al resto della Sicilia: romana, barbara, bizantina, saracena, normanna.
Durante la dominazione normanna, Piraino fu probabilmente trasformata in semplice terra demaniale, sotto il diretto controllo dello Stato.
Grazie al matrimonio di stato fra Enrico VI, figlio dell'imperatore Federico Barbarossa, e Costanza d'Altavilla, figlia di Ruggero II, anche Piraino, passò sotto la dominazione sveva.
Fu in questo periodo che l'imperatore Federico II concesse il paese in feudo ai Lancia, marchesi del Vasto e del Monferrato. Tale concessione avvenne grazie al matrimonio che, nel 1246, Federico II stesso, aveva contratto con Bianca Lancia, figlia di Bonifacio, conte di Agliano.
Durante il decennio che vide la lotta fra Svevi e Angioini, i Lancia combatterono in difesa della famiglia Sveva, e per questo, dopo l'avvento al potere dei signori d'Angiò, vennero confiscati loro tutti i beni, che riebbero solo dopo la guerra del Vespro, nel 1282, e cioè con l'avvento degli Aragonesi in Sicilia.
Inoltre Giovanni d'Aragona, fratello di re Federico III, ed Infante d'Aragona, prese in moglie una figlia di Pietro Lancia.
Sempre durante il regno degli Aragona, Piraino dovette subire le incursioni degli arabi. In una delle quali, nel 1544, guidata dal pirata arabo Khayr al-Dīn Barbarossa (Ariadeno), venne ucciso a colpi di scimitarra l'arciprete di rito ortodosso Giovanni Maria Scolarici, mentre tentava la fuga dal paese per salvare, non solo se stesso, ma, soprattutto, le sacre particole dalle mani degli infedeli. L'evento è tutt'oggi ricordato nel paese durante il periodo estivo, dove viene inscenato proprio l'arrivo dei Saraceni a Piraino, il tutto in abiti d'epoca. L'attacco del Barbarossa fu così grave da causare la mancanza di sacerdoti di rito ortodosso nella zona, la cui eredità spirituale fu presa in custodia da quelli di rito romano nel 1576.
Il 27 settembre 2009 la Chiesa Ortodossa in Italia ha proclamato santi padre Giovanni Maria Scolarici e suo figlio Giuseppe.
Durante il periodo di dominazione spagnola dell'isola, e più specificatamente, nel 1627, il feudo di Piraino passò sotto il controllo di Vincenzo Denti, il quale, nel 1656, per privilegio del re Filippo IV di Spagna, ottenne il titolo di duca. Piraino, dunque, da semplice feudo era diventato un ducato.
La residenza dei Denti era il Palazzo Ducale, che esiste ancora oggi, sebbene fatiscente, e proprio sulla facciata frontale si possono ancora ammirare la meridiana e lo stemma ducale, simbolo del potere dei Denti.

## Monumenti e luoghi d'interesse
Tra i monumenti di interesse architettonico spiccano: 

### Architetture civili
La Torre Saracena
Chiamata anche "torrazza" e situata nel centro storico, serviva per il controllo del traffico navale della costa, e per inviare e ricevere segnali dalle zone limitrofe. Nel 1500 viene trasformata in carcere e nel 1978 restaurata.
A discapito del nome, non vi è alcuna certezza che sia stata costruita dai Saraceni.
La Torre delle CiavoleSituata nella frazione costiera di Gliaca, venne progettata nel 1500 come complemento alle già esistenti torri di guardia e completata nel Seicento. Il nome deriva dagli uccelli che vi trovavano rifugio, ghiandaie, chiamate Ciàule in siciliano. La torre venne successivamente venduta a privati.
È inagibile a causa dell'erosione del mare che l'ha resa pericolante.
La guardiolaÈ un belvedere che si sporge sul mare, da cui si possono osservare le limitrofe cittadine di Capo d'Orlando e Gioiosa Marea e le Isole Eolie di fronte.
Era presente un cannone a scopo di difesa, successivamente usato solo a scopi di festeggiamento; nel periodo fascista vennero costruiti anche tre portici all'ingresso, ora entrambi rimossi e lo spiazzale ingrandito.
Il palazzo ducaleAntica residenza dei duchi Denti e la loro corte, era anche la sede del governo feudale e del baiulo (bagghiu in siciliano), un giudice che risolveva varie questioni dei cittadini.
Venne abbandonato dai Denti nel 1812, a causa della Costituzione Siciliana che aboliva il feudo, e successivamente utilizzato come caserma dei carabinieri e poi scuola media nel 1963.

### Architetture religiose
Chiesa Madre
Fu completata nel 1585, e divenne sede dell'Arciprete, da cui dipendevano altri sacerdoti e chiese del paese.
Uno degli arcipreti di cui si hanno notizie storiche fu Giovanni Maria Scolarici, ucciso dai Saraceni nel 1544 e ricordato da una lapide posta nella parete sinistra.
Nei sotterranei vi sono mummificati alcuni monaci, oggetti di studio da parte di National Geographic;
Santuario di S. CaterinaÈ sede della statua del S.S. Ecce Homo, che viene portata in processione il Venerdì Santo e per la festa dedicatagli la seconda domenica di ottobre.

### Aree naturali
Pineta comunale
È un parco grande 14 ettari situato a 2 chilometri dal centro. Sono presenti diverse piazzole, fontanelle e un'area usata per picnic.

## Società

### Evoluzione demografica
Abitanti censiti

### Tradizioni e folclore
- Festa del patrono San Giuseppe, celebrata il primo martedì dopo Pasqua;
- festa di S. Rocco, celebrata il 16 agosto;
- festa del S. S. Ecce Homo, celebrata la seconda domenica di ottobre.

## Cultura
- Biblioteca comunale;
- Museo Etno-Antropologico;
- Scuola Civica di Musica "Mario Aspa".

## Infrastrutture e trasporti
- Strada statale 113;
- Autostrada A20;
- Stazione di Piraino-Sant'Angelo.

## Amministrazione
Di seguito è presentata una tabella relativa alle amministrazioni che si sono succedute in questo comune.

### Altre informazioni amministrative
Il comune di Piraino fa parte delle seguenti organizzazioni sovracomunali: regione agraria n.8 (Colline litoranee di Patti).

## Sport

### Calcio
- A.S.D. Nebros militante in Eccellenza, società che gioca i propri match allo stadio, di circa tremila posti,"Enzo Vasi", ma che ha come sede amministrativa la città di Acquedolci e Torrenova. La squadra storica è il Due Torri, ormai fallito, che ha disputato, nella sua storia, il campionato di Serie D.